# Бриджер-Титон
Бриджер-Титон (англ. Bridger-Teton National Forest) — национальный лес на западе штата Вайоминг, США. Простирается от национального парка Йеллоустон вдоль восточной границы парка Гранд-Титон, а также вдоль западных склонов континентального водораздела вплоть до южной оконечности горного хребта Уинд-Ривер. Территория леса составляет 13 770 км², что делает Бриджер-Титон вторым крупнейшим национальным лесом за пределами Аляски.
На территории леса располагается самая высокая точка штата Вайоминг — гора Ганнет-Пик (4209 м). Помимо Ганнет-Пик, в Бриджер-Титон имеются ещё 40 вершин, высота которых превышает 12 000 футов (3658 м). Здесь располагаются также и 7 крупнейших ледников США, находящихся за пределами Аляски. Такие реки как Йеллоустон, Снейк и Грин-Ривер берут начало на территории леса, либо вблизи его границ.
Основные виды деревьев, произрастающие на территории леса: сосна скрученная широкохвойная, ель Энгельмана, псевдотсуга, пихта субальпийская и сосна белокорая. На больших высотах распространены альпийские луга. На территории леса водятся 75 видов млекопитающих, среди которых американские лоси, чернохвостые олени, толстороги, бизоны, койоты, сурки, вилороги и пумы. Из 355 видов птиц, встречающихся в Бриджер-Титон, можно отметить белоголового орлана, лебедя-трубача и канадского журавля.
Через лес проходят 3200 км пешеходных дорожек. Имеются несколько кемпингов и другая туристическая инфраструктура.

## Галерея

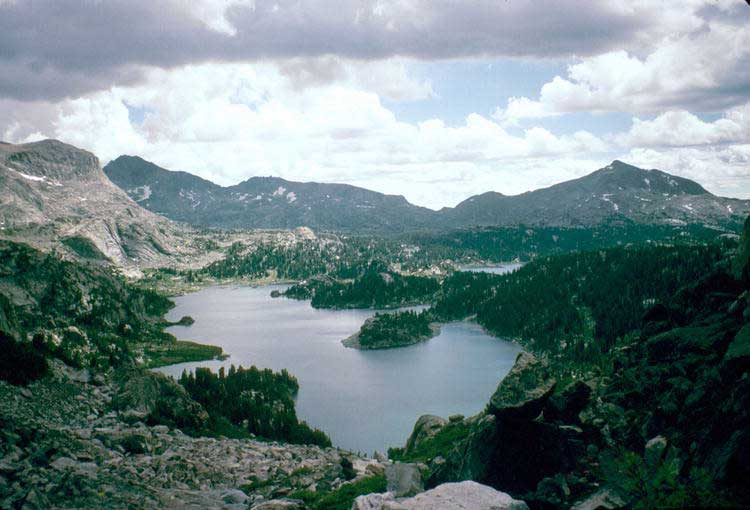
Озеро Кук
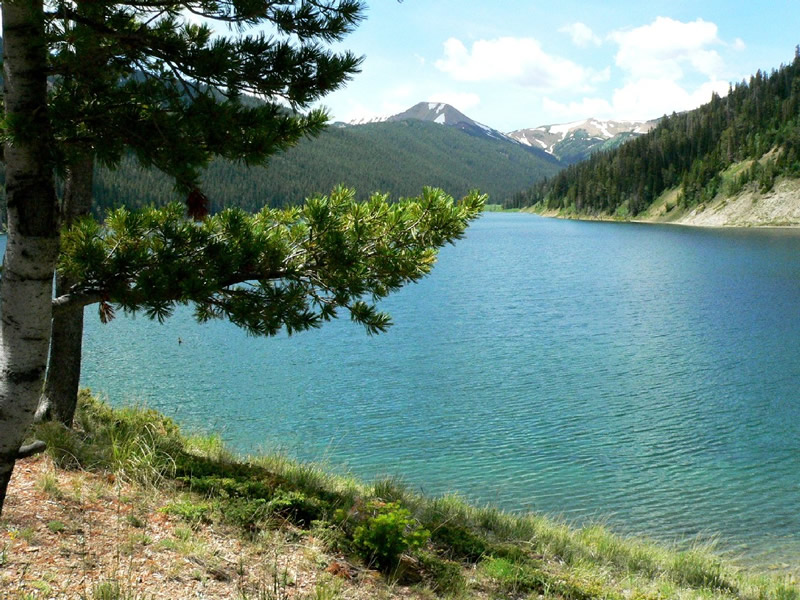
Озеро Мидл-Пайни
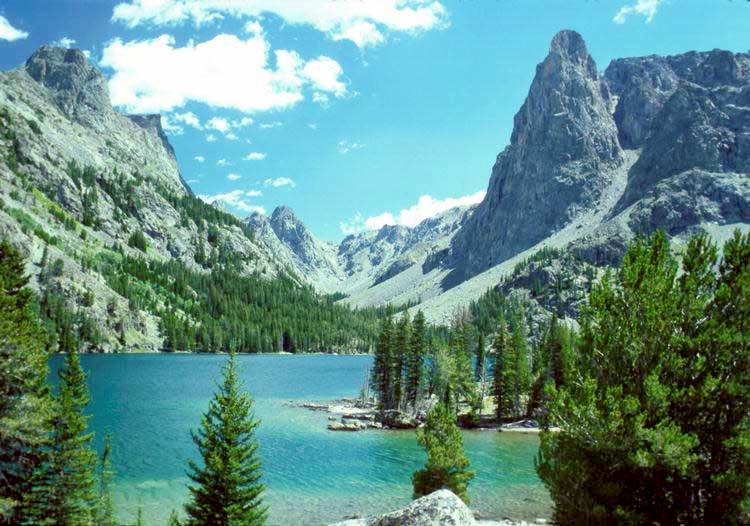
Озеро Слайд